# Torneo Copa de Oro
El Torneo Copa de Oro fue un torneo oficial de Uruguay, organizado por la Asociación Uruguaya de Fútbol (AUF) a fines de marzo de 1982. Fue un torneo disputado entre los equipos de Primera División, enfrentándose a una rueda que daba puntaje para la clasificación a la Liguilla Pre-Libertadores de América.

### Posiciones
| Pos. | Equipo               | PJ | PG | PE | PP | GF | GC | Dif. | Pts. |
| ---- | -------------------- | -- | -- | -- | -- | -- | -- | ---- | ---- |
| 1º   | Peñarol              | 13 | 12 | 0  | 1  | 39 | 9  | +30  | 24   |
| 2º   | Danubio              | 13 | 11 | 1  | 1  | 32 | 7  | +25  | 23   |
| 3º   | Defensor             | 13 | 8  | 2  | 3  | 28 | 14 | +14  | 18   |
| 4º   | Nacional             | 13 | 8  | 2  | 3  | 23 | 15 | +8   | 18   |
| 5º   | Montevideo Wanderers | 13 | 6  | 5  | 2  | 24 | 19 | +5   | 17   |
| 6º   | Bella Vista          | 13 | 5  | 4  | 4  | 19 | 16 | +3   | 14   |
| 7º   | River Plate          | 13 | 5  | 4  | 4  | 18 | 18 | 0    | 14   |
| 8º   | Huracán Buceo        | 13 | 5  | 2  | 6  | 21 | 24 | -3   | 12   |
| 9º   | Progreso             | 13 | 3  | 6  | 4  | 15 | 17 | -2   | 12   |
| 10º  | Sud América          | 13 | 4  | 1  | 8  | 15 | 18 | -3   | 9    |
| 11º  | Rampla Juniors       | 13 | 1  | 6  | 6  | 7  | 19 | -12  | 8    |
| 12º  | Cerro                | 13 | 1  | 4  | 8  | 9  | 28 | -19  | 6    |
| 13º  | Liverpool            | 13 | 2  | 1  | 10 | 9  | 26 | -17  | 5    |
| 14º  | Miramar Misiones     | 13 | 0  | 2  | 11 | 7  | 36 | -29  | 2    |

Campeón

Peñarol
1er título

### Goleadores
| Jugador          | Equipo               | Goles |
| ---------------- | -------------------- | ----- |
| Fernando Morena  | Peñarol              | 11    |
| Jorge da Silva   | Defensor             | 9     |
| Carlos Berrueta  | Danubio              | 8     |
| Enzo Francescoli | Montevideo Wanderers | 7     |
| Néstor Silva     | Danubio              | 6     |